# Roberto Sergio
Roberto Sergio né à Rome le 26 avril 1960 est un cadre italien des médias. Ancien directeur de Rai Radio et PDG de la chaîne publique italienne Rai, nommé par la Première ministre Giorgia Meloni,.

## Parcours
Roberto Sergio a obtenu en age adulte ses diplômes à l’université en ligne Link Campus University : en Sciences de la communication en 2015 et en Technologies et Langages de la communication en 2017. Cette même année, il devient enseignant dans cette institution. Selon le *New York Times*, des journaux italiens ont décrit Link Campus University comme une « fabrique de diplômes douteuse ou un repaire d’espions ».
Depuis 1994, il est membre de l’Ordre des Journalistes du Latium et du Molise, et membre de la Fédération italienne des relations publiques (FERPI) depuis 2001.

### Début de carrière et entrée à la Rai
Roberto Sergio commence sa carrière chez Sogei et est l’un des fondateurs de Lottomatica S.p.A. (devenu International Game Technology), où il occupe le poste de directeur général adjoint jusqu’en 2004. Il rejoint ensuite la Rai comme directeur des Nouveaux Médias, occupant des postes importants tels que président de SIPRA, président de Rai Way et membre du conseil d’administration de plusieurs filiales de la Rai.

### Direction de Rai Radio et nomination comme PDG
De 2016 à 2024, Sergio est directeur de Rai Radio. En mai 2023, il est nommé PDG de Rai, sur proposition du gouvernement Meloni, avec un salaire annuel de 240 000 euros. Entre août et octobre 2024, il occupe le poste de président intérimaire avant d’être nommé Directeur général de la Rai. En novembre 2024, il devient Directeur général de RTV San Marino, une société détenue à 50 % par Rai.

## Controverses

### Déclaration lue par Mara Venier
Le 12 février 2024, Mara Venier s’est retrouvée au cœur d’une controverse après avoir lu une déclaration du PDG de la Rai, Roberto Sergio, lors d’un épisode de Domenica In. La déclaration exprimait la solidarité avec le peuple israélien et la communauté juive, rendant hommage aux victimes des attaques du Hamas du 7 octobre. Voici le texte complet de la déclaration :  
« J’exprime ma solidarité totale avec le peuple d’Israël et la communauté juive, et mes pensées vont aux nombreux enfants, femmes et hommes qui ont perdu la vie lors de l’attaque du 7 octobre. La Rai s’engage profondément à maintenir vivante la mémoire de ces victimes innocentes et de toutes les personnes encore retenues en otage par le Hamas. »
À la fin de la lecture, Venier a ajouté : « Ce sont les mots de notre PDG, que nous partageons évidemment tous. » Ce commentaire a suscité une vive réaction, avec des accusations de partialité et d’omission concernant les victimes palestiniennes, déclenchant des débats sur les réseaux sociaux et parmi le public télévisé.
L’incident a été critiqué par diverses figures politiques, notamment Andrea Orlando du Parti démocrate, qui a qualifié la position de la Rai de « bornée » et « embarrassante ». Des manifestations ont également eu lieu dans plusieurs villes italiennes : à Naples, des groupes pro-palestiniens se sont rassemblés devant le bureau local de la Rai, entraînant des affrontements avec la police.
Des artistes et des personnalités publiques ont également exprimé leur désaccord avec la déclaration diffusée en direct. Le rappeur Ghali a accusé la Rai de manquer d’équilibre, déclarant qu’« un diffuseur public ne devrait pas adopter une position aussi partiale dans un conflit aussi complexe ». De même, Dargen D’Amico a critiqué la Rai pour ne pas avoir mentionné les souffrances des Palestiniens, affirmant qu’« ignorer une partie de l’histoire contribue à déshumaniser ceux qui sont déjà victimes de la guerre ».
Pour sa défense, Mara Venier a expliqué que son rôle en tant que présentatrice incluait la lecture des déclarations officielles de la chaîne et que son commentaire supplémentaire reflétait une position institutionnelle. Cependant, cet épisode a déclenché un débat sur le rôle de la Rai en tant que diffuseur de service public et sur sa gestion du pluralisme dans des contextes sensibles comme le conflit israélo-palestinien,.

### Le cas Scurati
Le 8 juin 2024, Roberto Sergio a déclaré que la journaliste Serena Bortone aurait dû être licenciée à la suite de l’affaire concernant le monologue non diffusé de l’écrivain Antonio Scurati. Sergio a affirmé que le monologue n'avait pas été censuré, mais que Scurati avait refusé de participer parce qu'il ne serait pas rémunéré. Scurati a démenti ces affirmations, les qualifiant de « fausses » et de « diffamatoires ».
Les déclarations de Sergio ont alimenté le débat sur la liberté d'expression et l'impartialité de la Rai, avec des accusations de partialité politique. Le sénateur Francesco Verducci a qualifié le comportement de Sergio d'« arrogant », tandis que ce dernier a nié l’existence d'une « TeleMeloni », affirmant que la diffusion de service public avait toujours été équilibrée.

### Accusation TeleMeloni
Le terme « TeleMeloni » résume la perception selon laquelle l’administration Meloni chercherait à transformer la RAI en un outil de propagande pour le gouvernement d’extrême droite.
Le mandat de Roberto Sergio est étroitement lié à la politisation présumée de la RAI sous Giorgia Meloni, un phénomène des défis auxquels est confrontée la liberté de la presse en Italie, qui a chuté à la 46e place dans le classement mondial de la liberté de la presse établi par Reporters sans frontières en 2024.
La transformation structurelle de la RAI remonte à 2016, lorsque le Premier ministre de l'époque, Matteo Renzi (Parti démocrate), introduit des réformes visant à réduire l'influence partisane. Ces réformes centralisent le pouvoir dans les mains d'un administrateur délégué (PDG), nommé par un conseil majoritairement désigné par le gouvernement. Ce rôle conférait un contrôle sur la programmation, les nominations et l’orientation éditoriale. À son arrivée au pouvoir en 2022, Giorgia Meloni a exploité ce cadre, renforçant le contrôle gouvernemental sur le principal diffuseur public italien. En mai 2023, huit mois après le début du mandat de Meloni, cette approche s’est manifestée à travers des incidents qui ont suscité une opposition publique et professionnelle,.
Un autre exemple concerne Roberto Saviano, auteur et journaliste renommé pour ses enquêtes anti-mafia. L’émission de Saviano, Insider, Faccia a Faccia con il Crimine, a été annulée par la direction de Sergio à la RAI avant sa diffusion prévue en novembre 2023, alimentant davantage les accusations de censure. Bien que l'émission puisse éventuellement être diffusée, cette décision a mis en évidence l'influence de l'administration sur les choix éditoriaux,.
L'administration Meloni (avec la complicité du PDG de la RAI) aurait favorisé une culture de la conformité, récompensant ceux qui s'alignent sur sa vision tout en marginalisant les voix dissidentes.
Le rôle de Roberto Sergio fait de lui une cible de critiques. Les journalistes et les figures culturelles l'ont accusé de compromettre l'indépendance de la RAI pour servir des intérêts politiques. En réponse, certains professionnels des médias ont migré vers des chaînes indépendantes telles que La7 et Nove, tandis que d'autres ont organisé des grèves pour protester contre ce qu'ils décrivent comme un « contrôle étouffant » par le gouvernement.